# Nepál címere
Nepál címere egy kör alapú címer, amelyet 2006. december 30-a óta használnak.

## Leírás
A címer egy tájkép, amelyen a Himalája hegyeit ábrázolták egy völgyből. Az egyik felől egy patak folyik, amelynek két oldalán ház, tehén, fácán, rododendron-virágok, valamint két harcos látható, míg a hegy bal és jobb oldalán a Hold és a Nap látható. A tájkép felett két nepáli tőr, két nepáli zászló, valamint a királyi korona került elhelyezésre. Alul, egy vörös szalagon olvasható az ország mottója szanszkritul: „Ja'nani Jan'mabhumis'hcha Swar'gadapi Gariya'si” (Az Anya és a Szülőföld többet ér, mint az Egek Királysága).